# David Belle
Pour les articles homonymes, voir Belle.
Pour l’article ayant un titre homophone, voir David Bell.
 (avril 2014).
Si vous disposez d'ouvrages ou d'articles de référence ou si vous connaissez des sites web de qualité traitant du thème abordé ici, merci de compléter l'article en donnant les références utiles à sa vérifiabilité et en les liant à la section « Notes et références ».
David Belle, né le 29 avril 1973 à Fécamp, est un sportif, cascadeur et acteur français. Il est le fondateur du parkour.

## Biographie

### Carrière
En 1988, âgé de 15 ans, Belle quitte l'école, emménage à Paris et entre dans le service national. À cette époque, il reçoit son brevet des premiers secours et un diplôme de l'UFOLEP en gymnastique. C'est au cours de cette même période qui'il développe le parkour, inspiré par son père Raymond Belle. Certains de ses amis s'inspirent de cette discipline et deviennent beaucoup plus tard les Yamakasi (Yann Hnautra, Frédéric Hnautra, David Balgogne, Sébastien Foucan et Kazuma, puis Châu Belle, Williams Belle, Charles Perrière, Malik Diouf, Guylain Boyeke et Laurent Piemontesi). David Belle excelle dans les épreuves d'athlétisme, d'escalade, de gymnastique et d'arts martiaux.
À l'instar de son grand-père Gilbert Kitten, de son père et son frère Jean-François, il rejoint les Pompiers de Paris, ayant l'intention de suivre leurs pas. Il est temporairement suspendu à cause d'une blessure, mais ne reprend pas finalement le service, pour raisons personnelles.
Par la suite, il intègre les Troupes de marine à Vannes, où il reçoit une promotion, un diplôme d'honneur pour son agilité et est enregistré comme champion du régiment pour l'escalade à la corde (comme son père avant lui), puis pour la course d'obstacles de l'Essonne. Il estime cependant que son goût de l'aventure et la liberté ne s'alliaient pas très bien avec la vie de caserne d'un militaire.
Après avoir fini son service national, il enchaîne divers métiers : ouvrier d'entrepôt, gardien de sécurité et vendeur de meubles. Il s'envole ensuite pour l'Inde et obtient là-bas une ceinture noire de Kung Fu. Après son retour en France, il commence à faire campagne pour sa discipline en enregistrant des vidéos où il montre ses aptitudes. En 1997, l'équipe de Stade 2 (Francis Maroto, Pierre Sled et Pierre Salviac) en visionne une et décide de réaliser un documentaire sur lui et le parkour. C'est depuis ce documentaire que le nom de « traceur » est utilisé pour qualifier celui qui pratique la discipline du parkour. Le Parkour cache une véritable pensée et un mode de vie proche des arts martiaux.
Belle commence une carrière cinématographique grâce à sa rencontre avec Hubert Koundé (La Haine), pour amener le parkour sur le grand écran. Il développe son jeu d'acteur au studio Pygmalion et rencontre un certain succès en jouant quelques rôles, la plupart dans des films français et des publicités (notamment dans des vidéos promotionnelles pour Tina Turner et IAM. Il participe à l'épisode Les gens du voyage de la série télévisée Louis Page, ainsi qu'aux films Un monde meilleur, L'Engrenage, Femme Fatale et Les Rivières pourpres 2 : les Anges de l'Apocalypse, avec Jean Reno.
Après avoir tourné dans plusieurs publicités pour la BBC, Nissan et Nike, Belle est contacté par Luc Besson pour partager la vedette avec Cyril Raffaelli dans le film Banlieue 13.
En 2008, il participe à la coordination des scènes de parkour du film Babylon A.D.. Il travaille ensuite sur les cascades du tournage du film Prince of Persia : Les Sables du Temps, sorti le 26 mai 2010 au cinéma.
En 2014, il participe au développement du jeu Dying Light, jeu de Techland, reprenant les codes de Dead Island en les mêlant au jeu Mirror's Edge d'Electronic Arts, pour obtenir un astucieux système de déplacement dans un monde apocalyptique.
En 2017, il collabore avec Porsche pour promouvoir leur dernière voiture, la 911 GT2 RS.

### Personnalité
David Belle est décrit comme quelqu'un de discret et réservé. Il déclare qu'il n'aime pas avoir à s'expliquer sur ce qu'il fait et ce qu'il recherche « C'est un travail intérieur qu'il s'impose au quotidien », tout comme son père lui a appris. 

## Filmographie

### Acteur
- 2000 : Louis Page (épisode Les gens du voyage) : Laurent
- 2001 : L'Engrenage, de Frank Nicotra : le créancier
- 2002 : Femme fatale de Brian De Palma : un policier français
- 2002 : Intervention divine d'Elia Suleiman : Marksman1
- 2004 : Banlieue 13 de Pierre Morel : Leïto
- 2006 : Un monde meilleur (court métrage) d'Igor Pejic : le soldat
- 2008 : Babylon A.D. de Mathieu Kassovitz : un homme de main du père d'Aurora
- 2009 : Banlieue 13 - Ultimatum  de Patrick Alessandrin : Leïto
- 2012 : Métal Hurlant Chronicles (série TV) - 1 épisode
- 2013 : Malavita de Luc Besson : Mezzo
- 2014 : Brick Mansions de Camille Delamarre : Lino Duppré
- 2016 : Super Express (en)
- 2020 : Bronx de Olivier Marchal : Zach Damato
- 2022 : Dying Light 2: Stay Human : Hakon

### Carrière chorégraphique
- 2004 : Les Rivières pourpres 2 - Les anges de l'apocalypse d'Olivier Dahan
- 2005 : Le Transporteur 2 de Louis Leterrier
- 2008 : Babylon A.D.
- 2010 : Prince of Persia : les Sables du temps : coordinateur des cascades
- 2011 : Colombiana d'Olivier Megaton : chorégraphe du parkour
- 2014 : Dying Light de Techland : chorégraphe du parkour & améliorations